# Pont d'Amercœur
Le pont d'Amercœur est un pont liégeois traversant la Dérivation pour relier Outremeuse à Amercœur.

## Historique
Sans doute depuis le XIe siècle, il a existé un ancien pont du même nom. Il traversait l'Ourthe qui n'était pas encore le Dérivation et reliait la rue Puits-en-Sock aux rues d'Amercœur et Basse-Wez. Une porte monumentale est érigée de 1539 à 1541 à côté du pont sur la rive gauche. Cette porte d'Amercœur est définitivement détruite en 1846.

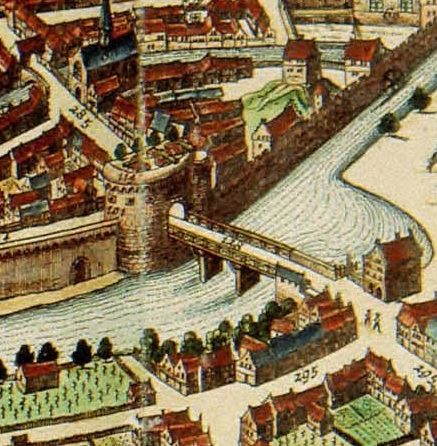
Le pont et la porte d'Amercœur au XVIIe siècle

Un pont est construit en 1876 par la société John Cockerill afin de remplacer un passage en bois par une structure métallique. En 1927, ce pont est détruit car il était devenu trop étroit pour le trafic, le nouveau pont est achevé en 1929.  

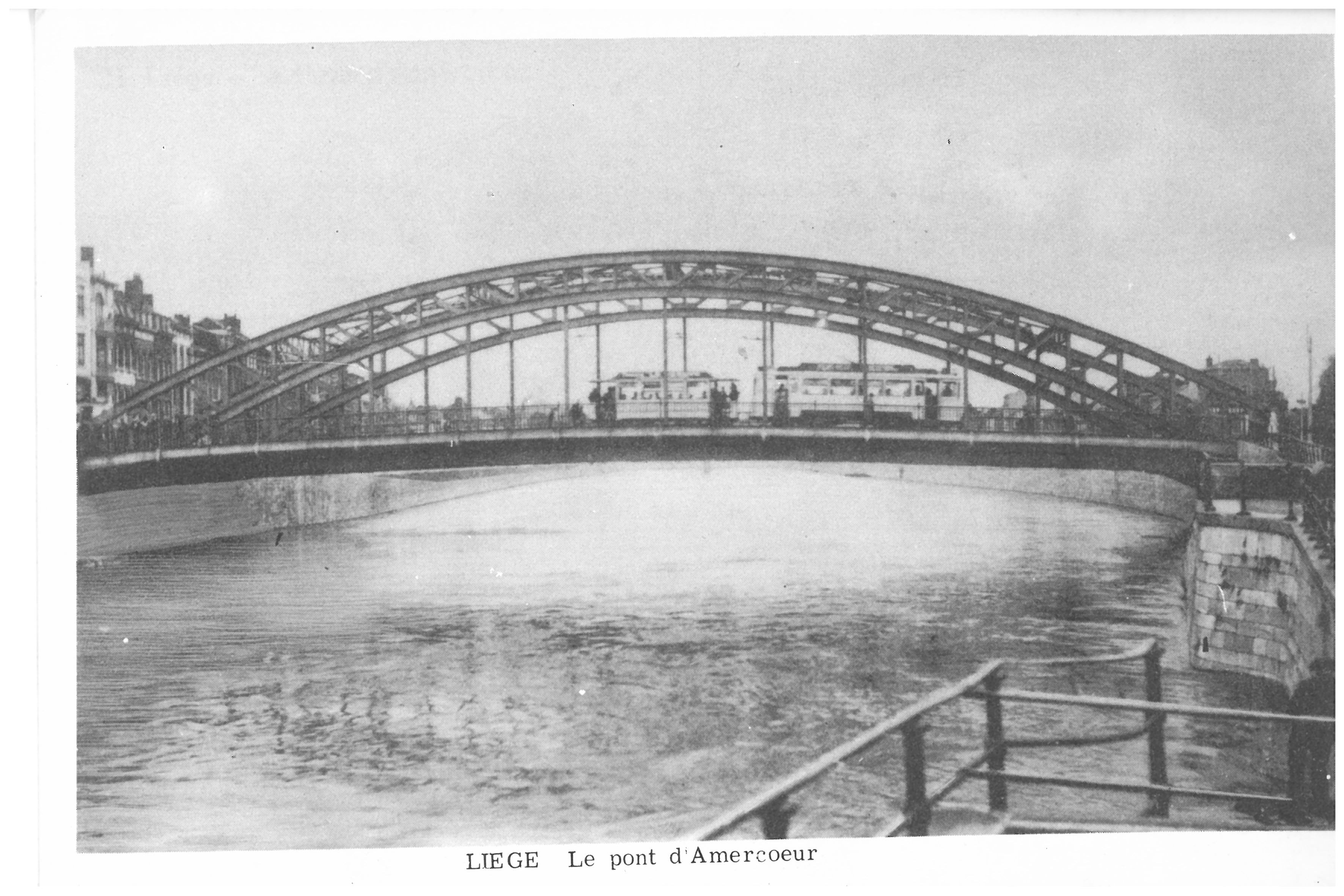
Ancien pont d'Amercoeur

Dans le cadre de la modernisation des quais de la Dérivation dans les années 1970, un nouveau pont est inauguré en 1981, les rives sont équipées de passages sous le pont facilitant le transit automobile par les quais. 
L'ouvrage est constitué de deux travées du type Cantilever, comme le pont de Longdoz.

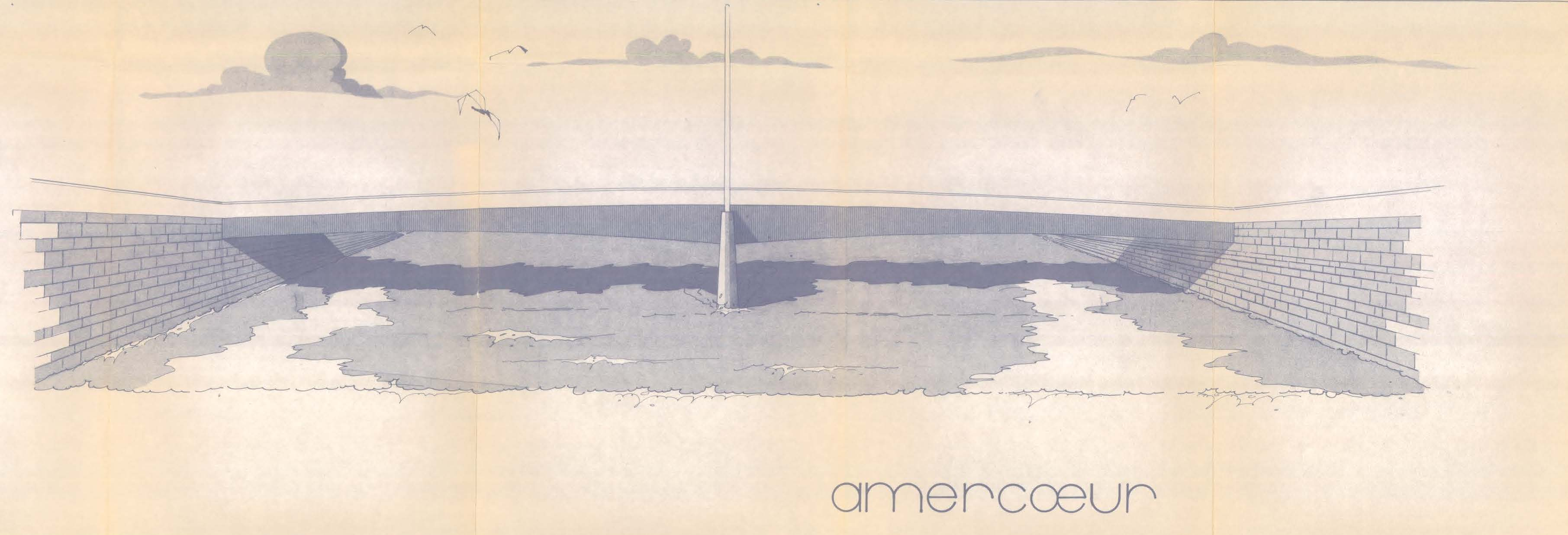
Projet du pont d'Amercoeur en 1975